# Eustala nasuta
Eustala nasuta Mello-Leitão, 1939 è un ragno appartenente alla famiglia Araneidae.

## Etimologia
Il nome della specie deriva dall'aggettivo latino nasutus, -a, -um, cioè provvisto di naso, o di prolungamento del muso, per la particolare forma della pars cephalica del cefalotorace.

## Caratteristiche
L'olotipo femminile rinvenuto ha dimensioni: cefalotorace lungo 3,2mm, largo 3,0mm; la formula delle zampe è 1243.

## Distribuzione
La specie è stata rinvenuta a Panama, in Guyana e in Brasile: una delle località brasiliane è nei pressi di Santarém, nello stato di Pará.

## Tassonomia
Al 2014 non sono note sottospecie e dal 2010 non sono stati esaminati nuovi esemplari.